# Francesc Ferrer i Guàrdia
Francesc Ferrer i Guàrdia (ur. 14 stycznia 1859 – zm. 13 października 1909) (częściej znany pod hiszpańską wersją nazwiska jako Francisco Ferrer y Guardia lub Francisco Ferrer) – hiszpańsko-kataloński wolnomyśliciel, anarchista, pedagog, twórca postępowej Szkoły Nowoczesnej.

## Życiorys
Urodził się w Alelli (niewielkim miasteczku w pobliżu Barcelony) w katolickiej rodzinie. Jako zwolennik lidera hiszpańskich republikanów Ruiza Zorilli, był zmuszony emigrować w 1885 do Paryża wraz z żoną i dziećmi. W 1899 rozwiódł się i wkrótce ponownie ożenił z zamożną paryską nauczycielką.
W 1901 powrócił do Hiszpanii, gdzie otworzył Szkołę Nowoczesną, by uczyć dzieci radykalnych (naówczas) wartości społecznych. W 1906 wraz z Mateu Morralem został aresztowany pod zmyślonym zarzutem współudziału w próbie zabójstwa króla Alfonsa XIII, a po przeszło roku spędzonym w więzieniu, po ogólnoświatowych protestach, wypuszczony na wolność.
Wczesnym latem 1908 roku, już po uwolnieniu, napisał historię Szkoły Nowoczesnej, przetłumaczoną wkrótce m.in. na język angielski. Wtedy też rozpoczął wydawanie w Brukseli francuskojęzycznego pisma poświęconego sprawom nowoczesnej, świeckiej pedagogiki Szkoła Odrodzona (L'École Rénovée).
W 1909 po serii strajków i robotniczych protestów przeciwko rządowi, zakończonych krwawą konfrontacją z armią, został ponownie aresztowany, oskarżony o wywołanie nielegalnego strajku i wkrótce potem 13 października, bez jakichkolwiek dowodów winy, rozstrzelany w fortecy na Montjuïc w Barcelonie.

## Oddziaływanie
Idee Ferrera znalazły grono zwolenników na całym świecie. Wkrótce po jego egzekucji, zwolennicy Ferrera w Stanach Zjednoczonych zaczęli tworzyć, na wzór la Escuela Moderna, placówki oświatowe nazywane Szkołami Nowoczesnymi lub Szkołami Ferrera. Pierwsza i najbardziej znana z nich powstała w 1911 w Nowym Jorku. Z czasem wokół szkoły zaczęła formować się wspólnota nazwana później Ferrer Colony and Ferrer Modern School. 5 listopada 1911 w Brukseli na placu Świętej Katarzyny odsłonięto pomnik ku pamięci Ferrera. W 1912 Szkołę Ferrera otworzyli szwajcarscy robotnicy-syndykaliści w Lozzannie, zaś w 1919 w czasie Powstania Machny na Ukrainie planowano powołanie do życia nowych szkół wzorowanych na szkołach Francisco Ferrera.
W Polsce gorącym orędownikiem idei Szkoły Nowoczesnej był krakowski anarchista Augustyn Wróblewski.